# Andrea Yates
Andrea Yates (nascida Andrea Kennedy em 2 de julho de 1964) é uma moradora de Houston, Texas, que matou seus cinco filhos pequenos, afogando-os na banheira de sua casa em 20 de junho de 2001. Ela vinha sofrendo há anos de depressão pós-parto e psicose severas.  Sua condenação foi por crime capital, em 2002, cuja sentença de prisão perpétua com liberdade condicional depois de 40 anos foi revista mais tarde no julgamento de apelação.
Em 26 de julho de 2006, um júri texano considerou Yates inocente por razões de insanidade. Ela foi encaminhada pelo tribunal a um hospital psiquiátrico de segurança máxima, onde recebeu tratamento médico e conheceu sua colega de quarto, Dena Schlosser, outra mulher que matou a filha.  Em janeiro de 2007, Andrea foi transferida para um hospital para doentes mentais de segurança mínima em Kerrville, Texas.

## Resumo
Andrea Yates nasceu em Houston, filha de Jutta Karin Koehler, uma imigrante alemã, e de Andrew Emmet Kennedy, de ascendência irlandesa. Ela é a mais nova de cinco filhos e foi criada dentro de uma família católica. Completou o ensino médio na Milby High School, em 1982, como uma das melhores da classe, foi capitã do time de natação e oficial da Sociedade de Honra Nacional. Ela completou os dois anos do programa preparatório de enfermagem e se formou em 1986 pela Universidade de escola de enfermagem do Texas em Houston. Trabalhou como enfermeira registrada no Centro contra câncer da Universidade do Texas de 1986 até 1994.
No verão de 1989, ela conheceu Russell “Rusty” Yates, de 25 anos, e logo foram morar juntos, casando-se em 17 de abril de 1993. Na época, Rusty e Andrea disseram que “teriam tantos bebês quanto à natureza os permitisse”. Mais tarde, compraram uma casa de quatro cômodos na cidade de Friendswood. Após o nascimento de seu primeiro filho, Noah, em fevereiro de 1994, Rusty aceitou um emprego na Flórida, mudando-se com a família para um pequeno trailer em Seminole. Depois do nascimento de seu terceiro filho, Paul, eles retornaram para Houston, e compraram um mini-ônibus GMC motor home.
Foi depois do nascimento do quarto filho, Luke, que Andrea caiu em depressão. Sua condição pode ter sido despertada pelos sermões extremistas de Michael Peter Woroniecki, o pastor que lhes vendera o ônibus. A família de Andrea ficou preocupada pelo modo como ela foi cativada pelas palavras do ministro.
Em 16 de junho de 1999, Rusty encontrou Andrea tremendo e roendo as unhas. No dia seguinte, ela tentou o suicídio por overdose de medicamentos. Andrea foi internada e medicada com antidepressivos. Logo após sua alta, ela implorou ao marido para deixá-la morrer enquanto segurava uma faca contra o pescoço. Hospitalizada mais uma vez, ela foi medicada com Haldol e drogas anti-psicóticas. Ela melhorou imediatamente e saiu do hospital com a prescrição do Hadol. Depois disso, a família mudou-se para uma pequena casa por causa da saúde de Andrea. As coisas estavam indo bem, até que em julho de 1999, Andrea sofreu um surto nervoso que resultou em duas tentativas de suicídio e duas internações psiquiátricas. Ela foi diagnosticada com psicose pós-parto.
Sua primeira psiquiatra, Dra. Eileen Starbranch, testemunhou que ela desencorajou o casal a ter mais filhos, pois isso preveniria uma futura depressão psicótica. Os Yates conceberam seu quinto e último filho aproximadamente sete semanas após sua alta. Andrea parou de tomar o Hadol em março de 2000 e deu à luz Mary Yates em 30 de novembro do mesmo ano. Ela parecia estar superando as dificuldades até a morte de seu pai, em 12 de março de 2001.
Ela então parou de falar, se auto-mutilava, e lia a Bíblia fervorosamente. Andrea também parou de amamentar Mary. Ela estava tão incapacitada que carecia de hospitalização imediata. Em 1 de abril de 2001 ela foi para os cuidados do Dr. Mohammed Saeed. Foi tratada e liberada. Em 3 de maio de 2001, ela regrediu para um estado próximo ao catatônico e preparou um banho no meio do dia; Ela confessaria mais tarde que tinha a intenção de afogar as crianças naquele dia, mas mudou de idéia. Andrea foi hospitalizada no dia seguinte depois de uma visita médica agendada; o psiquiatra entendeu que ela estava com tendências suicidas e que tinha enchido a banheira para se afogar.
Andrea continuou sob os cuidados do Dr. Saeed até 20 de junho de 2001, e orientou Russell a não deixá-la sozinha. Russell foi trabalhar neste dia, deixando Andrea cuidando das cinco crianças. A pedido de Russel, sua mãe, Dora Yates, chegaria uma hora depois para ajudar Andrea. No espaço de uma hora, Andrea Yates afogou todos os cinco filhos. Ela começou com os meninos mais novos, e depois de afogá-los, os deitou em sua cama. Depois ela afogou Mary, que deixou boiando na banheira. O filho mais velho, Noah, perguntou o que havia de errado com Mary. Noah então tentou correr, mas Andrea logo o pegou e o afogou. Ela então o deixou boiando na banheira e colocou Mary nos braços de seus irmãos. Logo depois ela chamou a polícia. Depois ligou para o marido, dizendo e repetindo apenas três palavras: “Está na hora”.

## Julgamentos
Andrea confessou ter afogado seus filhos. Ela disse ao Dr. Michael Welner ter esperado o marido sair para trabalhar naquela manhã antes de encher a banheira, pois sabia que ele a impediria de machucar as crianças. Depois das mortes, a polícia encontrou o cachorro da família preso. Russell disse à Welner que o cachorro normalmente ficava solto, levando o psiquiatra a acreditar que Andrea prendera o cão da família para que ele não a impedisse de afogar as crianças uma a uma. Apesar de os peritos da defesa terem concordado que Andrea era psicótica, a lei no Texas exige que, para alegar insanidade, a defesa prove que a ré não sabia discernir entre o certo e o errado na hora do crime. Em Março de 2002, o júri negou a defesa por insanidade e considerou Andrea culpada. Apesar de o promotor ter pedido a pena de morte, o júri recusou essa opção. O tribunal sentenciou Andrea Yates à prisão perpétua, com possibilidade de condicional depois de 40 anos. Em 6 de janeiro de 2005, um tribunal de apelação do Texas reverteu a condenação depois que o psiquiatra californiano e testemunha da promotoria, Dr. Park Dietz, admitiu ter dado falso testemunho durante o julgamento. Dietz testemunhou que um pouco antes dos assassinatos, um episódio da série de televisão Law & Order levou ao ar uma mulher que havia afogado os filhos e que tinha sido inocentada por insanidade. A autora Suzanne O’Malley, que cobria o julgamento para a revista Oprah e que era ex-roteirista do seriado, imediatamente anunciou que tal episódio não existia. O tribunal de apelação entendeu que o júri havia sido influenciado por aquela falsa declaração e que um novo julgamento seria necessário.
Em 9 de janeiro de 2006, Andrea Yates declarou-se inocente por razões de insanidade. Em 1 de fevereiro de 2006, ela foi libertada sob fiança com a condição de que se internasse numa unidade de tratamento de saúde mental. Em 26 de julho de 2006, depois de três dias de deliberações, o júri declarou Andrea inocente por insanidade, como definido pelo estado do Texas. Ela foi conseqüentemente admitida no Hospital North Texas State, em Vernon Campus. Em janeiro de 2007, Andrea foi transferida para um hospital de saúde mental de segurança mínima, em Kerrville, Texas.

## Responsabilidade pela morte das crianças

### Andrea Yates
Embora tanto os psiquiatras da promotoria quanto da defesa concordem que Andrea estava muito doente mentalmente, com uma de várias doenças psicóticas na época que matou os filhos, o estado do Texas assumiu que, por definição legal, ela estava ciente o suficiente para julgar suas ações como erradas ou certas, apesar de seus problemas mentais. A promotoria implicou posteriormente como motivo para as mortes, vingança contra o esposo, apesar da alegação pelos peritos da defesa de que não havia nenhuma evidência de tal motivação. O júri original, apesar de considerar que Andrea sabia distinguir o certo do errado, não concordou com a tese da promotoria de que ela queria se vingar do marido. O júri de 2006 discordou completamente da promotoria e a condenação de 2002 foi revogada. Andrea sofreu de bulimia durante a adolescência. Também sofria de depressão, e quando tinha 17 anos, chegou a falar sobre suicídio com uma amiga. Enquanto estava na prisão, Andrea disse que pensou em matar as crianças durante dois anos, dizendo que eles não a consideravam boa mãe e que acreditava que seus filhos não estavam se desenvolvendo adequadamente. Ela disse ao psiquiatra da prisão: “Era o sétimo pecado mortal. Meus filhos não eram justos. Tropeçaram, porque eu estava mal. Do jeito que eu os estava criando, eles nunca poderiam ser salvos. Eles foram condenados a perecer nas chamas do inferno”.

### Russell Yates
De acordo com seu testemunho no tribunal em 2006, o Dr. Saeed aconselhou Russell Yates a não deixar sua paciente sem supervisão. Russell, entretanto, começou a deixar sua esposa sozinha com as crianças nas semanas que antecederam aos afogamentos por curtos espaços de tempo, na esperança de melhorar a independência da mulher. Ele disse a parentes que pretendia deixar Andrea sozinha por uma hora durante a manhã e à tardezinha, para que ela não se tornasse totalmente dependente dele ou de sua mãe em detrimento de suas responsabilidades maternais. O irmão de Andrea, Brian Kennedy, disse à Larry King, em seu programa na CNN chamado Larry King Live, que Russell havia dito em 2001, enquanto a levava para a unidade de tratamento de Devereux, que toda pessoa deprimida precisava de um chutezinho nas calças para motivá-la. A mãe de Andrea, Jutta Karin Kennedy, expressou espanto quando ouviu os planos de Russell durante um jantar de confraternização, e disse que ela (Andrea) não estava estável o suficiente para cuidar das crianças. Ela percebeu que a filha não estava em seu juízo perfeito ao quase fazer o bebê Mary engasgar ao tentar alimentá-la com alimentos sólidos mesmo quando a menina ainda não tinha dentes.
De acordo com as autoras Suzy Spencer e Suzanne O’Malley, que investigaram a história dos Yates em detalhes, foi durante um telefonema que o Dr. Saeed fez para Russell quando as primeiras notícias das mortes foram transmitidas que ele ficou sabendo que Andrea não estava sob supervisão em tempo integral. A primeira psiquiatra de Andrea, Dra. Eileen Starbranch, disse ter ficado pasma quando os Yates manifestaram o desejo de descontinuar a medicação de Andrea para que ela engravidasse. Ela avisou e desaconselhou o casal sobre ter mais filhos, e anotou na ficha médica dois dias depois: “Aparentemente, a paciente e marido pretendem ter tantos filhos quanto à natureza permitir! Isso com certeza irá levar à depressão psicótica.” Andrea engravidou de seu quinto filho, Mary, apenas 7 semanas depois de ser liberada dos cuidados da Dra. Starbranch, em 12 de janeiro de 2000. Apesar da declaração de Russell Yates para a imprensa de que ele nunca foi avisado pelos psiquiatras de que Andrea era psicótica nem de que ela poderia machucar seus filhos, e de que ele nunca teria outros filhos se soubesse disso, Andrea revelou para a psiquiatra da prisão, Dra. Melissa Ferguson, que antes de ter seu último filho, “ela disse ao Russell que não queria mais fazer sexo porque a Dra. Starbranch disse que ela poderia machucar seus filhos”. Russell, disse ela, continuou com suas crenças religiosas a respeito da procriação, a elogiou como uma boa mãe e a convenceu de que ela poderia lidar com mais crianças.
A autora Suzanne O’Malley destacou a contínua falta de senso de realidade de Russell sobre ter mais filhos:
“Durante o julgamento, ele sustentou com sucesso a posição de que Andrea seria inocentada. Ele tinha fantasias de ter mais filhos com ela depois que ela fosse tratada numa unidade de saúde mental e liberada sob medicação apropriada. Ele foi pensando em vários ‘reparos’ para suas vidas danificadas, tais como mãe de aluguel e adoção (deixando a família de Andrea, advogados e psiquiatras de Houston horrorizados) antes de encarar a realidade.”

### Comunidade médica
Russell Yates alegou que, como psiquiatra, o Dr. Saeed era o responsável por reconhecer e tratar adequadamente a psicose de sua esposa, não uma pessoa sem treinamento médico como ele. Ele também disse que, apesar de ter pedido que se checasse as fichas médicas dos tratamentos anteriores, o Dr. Saeed se recusou a continuar seu tratamento com o anti-psicótico Hadol, que havia funcionado no tratamento anterior em 1999. Russell acreditava que sua esposa estava muito doente para ser liberada de sua última estada no hospital, em maio de 2001. Ele disse ter notado que membros da equipe do hospital abaixaram suas cabeças, como se estivessem se sentindo culpados ou envergonhados, virando as costas sem dizer uma palavra. O hospital não tinha outra opção devido à regra de seguro de hospitalização psiquiátrica de dez dias pertencente aos Yates, da Blue Cross-Blue Shield, subcontratada da Magellan Serviços de Saúde. Russell e a família de Andrea acabaram concluindo que a combinação de antidepressivos indevidamente prescrita pelo Dr. Saeed nos dias anteriores à tragédia foi o que levou ao comportamento violento e psicótico de Andrea. De acordo com a Dra. Moira Dolan, diretora executiva da Rede de responsabilidade médica, “ideação homicida” foi adicionada à bula do antidepressivo Effexor como um efeito adverso raro, em 2005. Andrea, disse ela, estava tomando 450 mg, duas vezes a dose máxima recomendada, no mês anterior ao assassinato das crianças. A Dra. Dolan revisou a ficha médica de Andrea a pedido do seu então marido, Russell Yates.
Dra. Lucy Puyear, uma perita contratada pela equipe de defesa de Andrea, rebateu a tese da família em relação à administração de seus antidepressivos, dizendo que a dose prescrita por Saeed não é rara na prática e não tem absolutamente nada a ver com a sua psicose reemergente. Ela sugeriu que a psicose de Andrea tenha voltado como resultado do Haldol ter sido interrompido pelo seu médico, duas semanas antes. A forma oral de haloperidol (Haldol) leva de 4 a 6 dias após a interrupção para chegar a um nível plasmático terminal abaixo de 1.5 % - padrão médico para a eliminação "completa" de uma droga no corpo.

### Influência religiosa
Os meios de comunicação alegaram que Michael Peter Woroniecki, um pregador viajante que Russell tinha conhecido enquanto frequentava a universidade de Auburn, tinha algum peso de responsabilidade pelas mortes, devido as suas mensagens “fogo e enxofre” e certos ensinamentos encontrados em sua newsletter “Os tempos trabalhosos” (que os Yates receberam em uma ocasião e que foram incluídos no julgamento). Entretanto, tanto Russell Yates quanto Michael Woroniecki rejeitam essas acusações. Russell alega que as relações da família com Michael não eram assim tão próximas, e que ele não causou os delírios de sua mulher. Woroniecki afirma que suas mensagens para os Yates eram na intenção de ajudar a fortalecer o casamento e encontrar o amor, que Woroniecki alega que sua própria família encontrou em Jesus. Ambos alegam que a conexão entre a mensagem de Woroniecki e o estado mental de Andrea Yates “não era mais do que uma ficção criada pela imprensa”. A aderência dos Yates aos princípios do estilo de vida Quiverfull, o qual encoraja casais a ter vários filhos, foi colocado como um fator que contribuiu para o estado de estresse mental e emocional vivido por Andrea. Os Yates não iam a Igreja enquanto estavam em Houston, e alguns sugeriram que a falta de vida em comunidade contribuiu para o isolamento de Andrea.